# Флаг Сурского района
Флаг муниципального образования «Су́рский район» Ульяновской области Российской Федерации — опознавательно-правовой знак, служащий официальным символом муниципального образования.
Флаг утверждён 12 декабря 2005 года и внесён в Государственный геральдический регистр Российской Федерации с присвоением регистрационного номера 2174.

## Описание флага
«Флаг муниципального образования „Сурский район“ представляет собой прямоугольное полотнище с отношением ширины к длине 2:3, воспроизводящее фигуры герба муниципального образования „Сурский район“ в зелёных, жёлтых, красных и синих цветах».
Геральдическое описание герба гласит: «Зелёное и лазоревое (синее, голубое) поле понижено пересечено червлёной (красной) зубчато-изломанной нитью; в зелени — золотое трёхгорье, на средней вершине которого — таковая же церковная главка под шестиконечным крестом».

## Обоснование символики
Районный посёлок Сурское — одно из самых древних поселений на территории Ульяновской области. В 1552 году для защиты границ Московского государства от татарских набегов по приказу царя Ивана Грозного на реке Промзе был построен укреплённый городок — военное поселение Промзино городище. С историей городища связана легенда о явлении на Никольской горе Николая Чудотворца, спасшего местных жителей от нашествия войска кубанских татар. Полчища татар своей многочисленностью и свирепым видом привели в смятение сторожевых людей городища и мирных жителей, но сами внезапно остановились в нерешительности, увидев на противоположном берегу реки среди густой тьмы старца, который грозил им своим мечом, запрещая идти вперёд. После того как враги в страхе ушли и опасность миновала, жители поднялись на гору, где было видение, и нашли там икону с ликом Святителя Николая. С тех пор Никольская гора стала местом паломничества тысяч людей. Здесь была выстроена часовня в честь святого, а к празднованию Николы сюда приходят люди из разных уголков страны.
Изображение горы и церковной главки на флаге символизирует Никольскую гору с часовней как память о чудесном явлении.
Красная зубчатая нить напоминает частокол, засеку, межу и аллегорически указывает на происхождение центра района как укрепленного городка.
Синий цвет в основании флага показывает важность водных ресурсов для местного населения: с конца XVIII столетия Промзино (старинное название Сурского) было крупным торговым центром по вывозу на речных судах местного хлеба. Синий цвет (лазурь) — символ чести, благородства, духовности.
Зелёный цвет указывает на природное разнообразие района — здесь находятся государственный зоологический заказник имени С. А. Бутурлина, земли гослесфонда. В лесах растут многочисленные ценные породы деревьев. Зелёный цвет — символ природы, здоровья, жизненного роста.
Жёлтый цвет (золото) — символ богатства, стабильности, урожая, интеллекта, уважения.
Красный цвет — символ мужества, труда, силы, красоты.
Таким образом, флаг языком символов отражает исторические, культурные и природные особенности района.

## См. также

Флаги муниципальных образований Сурского района
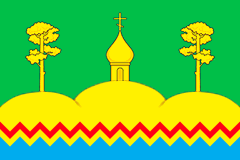
Флаг Сурского городского поселения
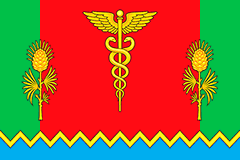
Флаг Астрадамовского сельского поселения
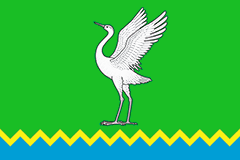
Флаг Лавинского сельского поселения
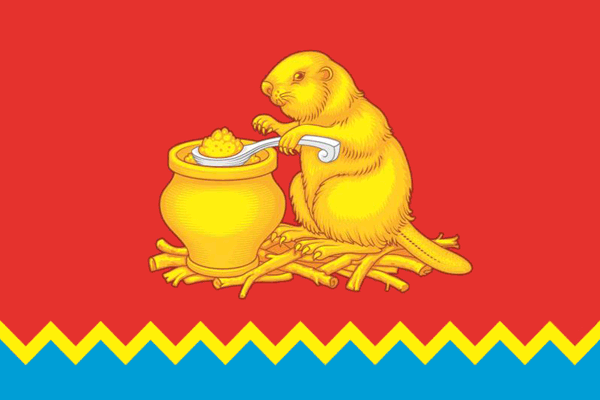
Флаг Никитинского сельского поселения
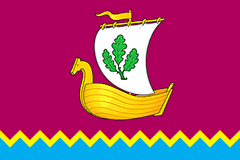
Флаг Сарского сельского поселения
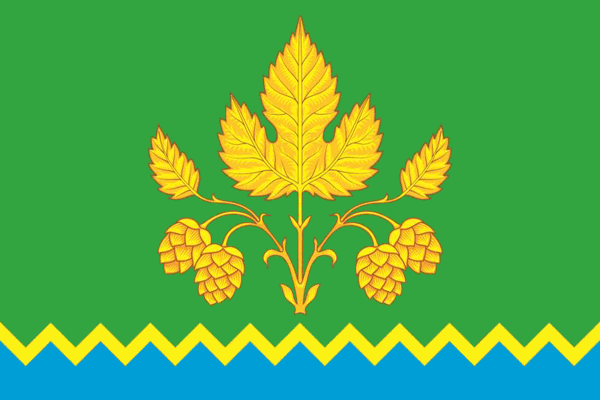
Флаг Хмелёвского сельского поселения
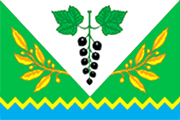
Флаг Чеботаевского сельского поселения